# کهریز اوبا
کهریز اوبا (به لاتین: Kəhrizoba) یک‌منطقه مسکونی در جمهوری آذربایجان است که در شهرستان شکی واقع شده است.